# 작은 눈의 요정 슈가
《작은 눈의 요정 슈가》(ちっちゃな雪使いシュガー 짓차나 유키쓰카이 슈가[*])는 2001년 12월 1일부터 2002년 5월 11일까지 도쿄 방송의 위성 텔레비전 채널인 BS-i에서 16:9 화면비로 방영된 텔레비전 애니메이션이다. 총 24회로 구성되어 있으며, 이와는 별도로 2001년 10월 3일부터 2002년 3월 27일까지 도쿄 방송의 지상파 채널에서 4:3 화면비로 방영한 적도 있다.  대한민국에서는 투니버스에서 2003년 3월 10일부터 한국어로 더빙하여 방영하였다. 한국어 방영 당시의 화면비는 4:3이었다.

## 개요
초창기 BS-i의 '킬러 타이틀'을 목표로 제작된 오리지널 애니메이션이다. 본작품은 저연령층한테도 즐겁게 보여줄 수 있는 작품을 목표로 하여 제작된 판타지 작품이며, 주 내용은 인간의 소녀와 어린 요정의 사이에서 맺어진 우정과 그들의 마음의 성장을 파스텔 톤의 동화적인 풍으로 빚어낸 이야기다.
이 작품의 일본어판 여는 곡에는 명곡 "Sugar Baby Love"(영국의 밴드 Rubettes의 곡이며, 일본에서도 Wink 등의 아티스트가 번안곡을 부른 적이 있다.)를 이용한 것에서도 화제가 되었다. 대한민국에서 방영할 때는 이 곡을 사용하지 않고, 투니버스에서 새로운 여는 곡을 만들어 방영하였다.
이 후, BS-i에서는 2003년 8월 22일과 8월 29일에 팬 서비스 성격의 특별편도 방영되었다. 이 특별편은 대한민국에서도 2004년에 '작은 눈의 요정 슈가 TV 스페셜'이라는 제목으로 투니버스에서 방영하였다.
이 외에도, BH SNOW+CLINIC이 그린 만화판이 가도카와 쇼텐(한국어판은 대원씨아이)에서, 오오코우치 이치로가 쓴 소설판이 후지미쇼보에서 나왔다.

## 줄거리
가상의 독일풍 소도시인 뮤렌부르크(독일의 로텐부르크를 모델로 삼음)에 사는 인간 소녀 사가가, 요정의 세계에서 인간계로 내려온 슈가라는 이름의 계절술사와 만나, 서로 같이 살며 차츰차츰 성장해 간다는 이야기이다. 또, 사가와 슈가뿐만 아니라, 다른 많은 캐릭터들도 서로 서로 영향을 주어 이야기를 짜가고 있다. 덧붙여 계절술사들은 〈반짝이〉라는 형태를 빌어 상징적으로 그려지고 있으며, 동시에 이 〈반짝이〉를 많이 찾아내는 것이 그들의 수행 목적이다.

## 등장인물
- 아래서부터는 TV 애니메이션(일본) / TV 애니메이션(한국) 순입니다.

사가 베르이만 (サガ・ベルイマン)（성우： / 문선희）
본 작품의 주인공으로, 뮤렌부르크에 사는 11세의 인간 소녀이다. 계절술사를 볼 수가 있는 희귀한 인간이기도 하다. 부모님이 이미 돌아가셨기 때문에 할머니인 레지나와 같이 살고 있다. 명랑·쾌활한 성격에, 결단력도 확실해서  클래스의 인기인이다. 취미는 피아노 연주와 스케줄 관리. 단지, 그녀는 다른 사람한테 자신의 부족함의 원인을 죽은 엄마한테 찾는 것을 극단적으로 싫어한 나머지 언제나 모범적인 인간이 되려고 하는 강박관념을 살짝 지니고 있어서, 약간 마음의 여유가 부족한 편이다(스케줄 관리에 극단적으로 구애되는 등의 행동이 이것을 상징하고 있다). 그러나 작은 요정들과의 생활을 통해서 조금씩 마음의 여유를 찾아간다.
슈가 (シュガー) (성우：(川上とも子) / 배정미)
본 작품의 또 다른 주인공으로, 피콜로처럼 생긴 마법의 악기로 눈을 내리게 하는 견습 눈의 요정이다. 인간으로 치면 약 9세 정도의 나이이며, 유명한 눈의 요정인 어머니를 이상으로 삼아 노력은 하고 있지만, 눈을 내리게 하는 능력은 아직 부족하다. 요정계로부터 수행을 위해 뮤렌부르크에 와서, 사가와 만난다. 기분 내기는 대로 행동해 무언가에 열중하면 주위가 안보이게 되는 그녀는 확실히 '어린 아이' 그 자체이며, 항상 떠들썩하다. 그러나, 사가와의 동거 생활을 통해, 사람을 배려하는 마음, 사람을 도우려고 하는 마음을 몸에 익혀 간다. 사가가 준 와플을 먹고 매우 마음에 들어한다.
솔트 (ソルト) (성우： / 이계윤)
트럼펫처럼 생긴 마법의 악기로 태양을 다루는 견습 태양의 요정이다. 인간으로 치면 약 9세 정도의 나이이며, 슈가와 같이 수행을 위하여 인간계로 왔다. 슈가, 페퍼와 사이가 좋고, 행동을 같이 할 때가 많다. 직선적인 성격으로 호기심이 왕성하다. 엄격한 태양 요정인 아버지의 영향으로 태양 요정의 일에 강한 긍지를 가지고 있지만, 또 한편으로 자기 자신에게 약간의 의문도 가지고 있다.
페퍼 (ペッパー) (성우：/ 이지영)
하프처럼 생긴 마법의 악기로 바람을 다루는 견습 바람의 요정이다. 역시 인간으로 치면 약 9세 정도의 나이이며, 슈가와 같이 수행을 위하여 인간계로 왔다. 슈가, 솔트와 사이가 좋고, 행동을 같이 할 때가 많다. 온화한 성격에 여유가 넘치지만, 심지는 강하다. 또한 그녀는 동물과 서로 이야기를 나눌 수 있는 특수능력을 가지고 있어서 인간계에서도 동물 병원에서 묵고 있다.
진저 (ジンジャー) (성우：/ 김효선)
바이올린과 같은 마법의 악기로 비를 다루는 비의 요정으로 뮤렌부르크 주위에서 활동하고 있다. 인간으로 치면 약 20세 정도의 나이이다. 쿨한 성격에 인정도 두터워서 슈가 일행한테는 좋은 선배이다.
타메릭 (ターメリック) (성우：/ 김광국)
첼로처럼 생긴 마법의 악기로 구름을 다루는 구름의 요정으로 뮤렌부르크 주위에서 활동하고 있다. 인간으로 치면 약 20세 정도의 나이이다. 세상의 분위기에 초연한 듯한 분위기도 살짝 지니고 있는 '나이스 가이'다.
장로님 (長老さま) (성우： / 손종환)
지휘봉처럼 생긴 마법의 도구로 모든 날씨를 다루는 요정계의 장로다. 보통 요정계에 있을 때가 많지만, 사랑하는 진저를 쫓아서 인간계로 왔다. 엉뚱한 행동이 많지만, 실은 모든 요정들의 행동을 제대로 지켜보고 있는 '요정들의 좋은 어른'이다.
바질 (バジル) (성우：/ 한신정)
북처럼 생긴 마법의 악기로 번개를 다루는 견습 번개의 요정이다. 역시 인간으로 치면 약 9세 정도의 나이이며, 못된 장난을 좋아해서 시나몬과 같이 다니고 있다.
시나몬 (シナモン) (성우：김선혜)
심벌즈처럼 생긴 마법의 악기로 우박을 다루는 견습 얼음의 요정이다. 역시 인간으로 치면 약 9세 정도의 나이이며, 못된 장난을 좋아해서 바질과 같이 다니고 있다.
크레타 (グレタ) (성우： / 양정화)
사가의 학교 친구다. 최근에 뮤렌부르크에 이사 온 부잣집 아가씨다. 나쁜 성격은 아니지만, 자존심이 큰 탓인지 자주 고압적인 태도를 취하는 일이 많다. 또한, 학급의 인기인인 사가를 높게 평가하고 있어서, 사가한테 인정받고 싶어하는 의식이 강하다. 하지만 그 감정을 솔직하게 표현할 수가 없기 때문에, 무슨 일만 있으면 사가한테 의미가 있다고 말하기 어려운 승부를 제안한다. 그리고 그 승부는 보통 흐지부지하게 마무리된다. 어쨌건, 미워할 수 없는 아가씨임에는 틀림없다.
노마 (ノーマ) (성우： 여민정)
사가의 같은반 친구다. 사가, 안느와 사이가 좋다. 명랑 쾌활하지만 살짝 대충대충 넘어가는 성격이다. 패션에 강한 흥미를 가지고 있지만, 취향이 꽤나 독특하다.
안느 (アンヌ) (성우： / 정선혜)
사가의 같은반 친구다. 사가, 노마와 사이가 좋다. 온후하고 점잖은 성격이다. 연극에 흥미를 가지고 있어 각본가가 되는 것을 장래 희망으로 하게 된다.
필 (フィル) (성우 한채언)
사가의 같은반 친구다. 장래 과학자가 되는 것을 목표로 하고 있어서, 알란과 쟝과 함께 매일 '과학 실험' 활동에 매진하고 있다.
앨런 (アラン) (성우：
사가의 같은반 친구다. 필, 쟝과 사이가 좋다. 필이 하는 '과학 실험'에 합류하는 일이 많다.
쟝 (ジャン) (성우：정선혜)
사가의 같은반 친구다. 필, 알란과 사이가 좋다. 필이 하는 '과학 실험'에 합류하는 일이 많다. 이 3명중에서는 그나마 정상적인 캐릭터다.
빈센트 (ヴィンセント) (성우：김장)
순회 공연중인 하몬드 극단의 배우 겸 피아니스트.  예전에는 유명한 오케스트라에서 피아노를 연주하고 있었다. 극단을 따라 뮤렌부르크를 방문해 사가와 만나게 된다.
폴 (ポール) (성우：
시내에 있는 악기점의 점원이다. 사가가 가게에서 피아노를 치는 것을 점장한테 들키지 않게 해 주고 있다.
레지나 (レジーナ) (성우：/ 한채언)
사가의 외할머니이며, 부모가 없는 사가와 같이 살고 있다. 무리를 하기 십상인 사가를 걱정하면서, 따뜻하게 지켜보고 있다.
잉그리드 (성우 / 여민정)
사가의 어머니이며, 이미 세상을 떠났다. 생전에 유명한 피아니스트였으며, 뮤렌부르크에서는 피아노 선생님을 하고 있다. 사가가 이상으로 삼고 있는 인물이다.
카논 (カノン) / 마리  (성우： / 김선혜)
할머니가 아는 사람의 딸이며, 나이는 만 3세이다. 일시적으로 사가가 돌보게 된다. 응석을 부려 사가를 곤란하게 하지만, 사가를 언니처럼 따른다.
한나 (ハンナ) (성우：(平松晶子) / 김효선)
사가의 담임 선생님이다. '랜슬롯'이라는 이름의 거북이를 기르고 있다.
루키노 (ルキーノ) (성우： / 최준영)
사가가 아르바이트하는 찻집의 점장이다. 굉장히 느긋한 성격을 지녔다.
헨리 (ヘンリー)  (성우：
뮤렌부르크에 있는 관광용 탑의 관리인이다.

## 각 화별 제목
| 제1화      | サガ、シュガーと出会う       | 사가, 슈가와 만나다          | 슈가와 사가의 만남              |
| 제2화      | ちっちゃなルームメイト       | 작은 룸메이트                | 작은 룸메이트                   |
| 제3화      | きらきら、ぽかぽか、ふわふわ | 반짝반짝, 따끈따끈, 폭신폭신 | 반짝반짝 따끈따끈 폭신폭신      |
| 제4화      | 〈きらめき〉はどこ?          | 〈반짝이〉는 어디?           | 반짝이는 어디에?                |
| 제5화      | 長老さま現る!!               | 장로님 나타나다!!            | 장로님의 출현                   |
| 제6화      | ゴメンねがいえなくて         | 미안해를 말할 수 없어서      | 미안하다 말 못하고              |
| 제7화      | 心をつなぐメロディー         | 마음을 잇는 멜로디           | 마음을 이어 주는 멜로디         |
| 제8화      | 夢のカタチ                   | 꿈의 모양                    | 꿈은 이루어진다                 |
| 제9화      | クマのピアニスト             | 곰돌이 피아니스트            | 피아니스트 곰                   |
| 제10화     | バックステージハプニング     | 백스테이션 해프닝            | 무대 뒤에서 생긴 일             |
| 제11화     | あたしの好きなピアノ         | 내가 좋아하는 피아노         | 내가 좋아하는 피아노            |
| 제12화     | さよなら、クマさん           | 잘 있어, 곰돌아              | 안녕? 곰 아저씨!                |
| 제13화     | 〈きらめき〉みつけた!?       | '반짝이' 찾았다?             | 반짝이를 찾았다?                |
| 제14화     | ペッパーとカメさんの夢       | 페퍼와 거북이의 꿈           | 페퍼와 거북이의 꿈              |
| 제15화     | ちっちゃなお客さま           | 자그마한 손님                | 꼬마 손님                       |
| 제16화     | 遠いまちの初雪               | 머나먼 마을의 첫눈           | 저 먼 마을의 첫눈               |
| 제17화     | シュガーを待ちながら         | 슈가를 기다리면서            | 슈가를 기다리며                 |
| 제18화     | おまつり、ワッホー!          | 축제다, 야호~!               | 뮤렌부르크 축제                 |
| 제19화     | ふたりだけの思い出           | 둘만의 추억                  | 둘만의 추억                     |
| 제20화     | 消えちゃった約束             | 사라져 버린 약속             | 지키지 못한 약속                |
| 제21화     | ひとりぼっちのふたり         | 외톨이인 둘                  | 혼자인 두 사람                  |
| 제22화     | ゴメンね、シュガー           | 미안해, 슈가                 | 미안해, 슈가!                   |
| 제23화     | ミューレンブルクの小さな奇跡 | 뮤렌부르그의 작은 기적       | 뮤렌부르크의 작은 기적          |
| 제24화     | あたしはここにいるよ         | 난 여기에 있어               | 나는 여기 있어!                 |
| 특별편 1화 | その胸にあるもの 前編        | 그 마음에 간직한 것 -전편-   | 내 마음 속에 남아있는 것 -전편- |
| 특별편 2화 | その胸にあるもの 後編        | 그 마음에 간직한 것 -후편-   | 내 마음 속에 남아있는 것 -후편- |

## 스태프
- 원작 ： 아오이 하루카
- 감독 ：기무라 신이치로
- 작화감독：사쿠라이 히로아키
- 시리즈 구성：야마다 요시노리
- 각본：야마다 요시노리, 미나카미 세이시, 호리구치 아키코, 오쿠보 도모야스
- 캐릭터 원안：고게 돈보
- 캐릭터 디자인：카와시마 케이코 (川嶋恵子)
- 미술：고바야시 신지로 (小林七郎)
- 음악：미쓰무네 신키치
- 음향감독：쓰루오카 요타
- 애니메이션 제작：J.C.STAFF
- 제작：슈가 제작위원회

한국어판 주제곡
- 여는 곡 〈나의 너를 위해〉
  - 노래 : 방진의, 작곡 : 이창희, 작사 : 신동식
- 닫는 곡 〈Snow flower〉
  - 노래 : 백민정
- 특별판 닫는 곡 〈마음의 피아노〉
  - 노래 : 백민정

## 같이 보기
- TBS 계열 애니메이션